# NGC 3426
NGC 3426 é uma galáxia espiral (S) localizada na direcção da constelação de Leo. Possui uma declinação de +18° 28' 52" e uma ascensão recta de 10 horas, 51 minutos e 41,7 segundos.
A galáxia NGC 3426 foi descoberta em 23 de Março de 1887 por Lewis A. Swift.